# Кейкубад I
Ала ад-Дин Кей-Кубад I (другие транскрипции имени — Аладдин Кейкубад, Алаадин Кейкубад; перс. علاءالدین کیقباد بن کیکاوس‎; тур. I. Alâeddin Keykubad; 1190—1237) — сельджукский правитель Конийского султаната (1219/1220—1236/1237), при котором государство достигло своего расцвета.

## Биография

### Происхождение и ранние годы
Кейкубад родился в 1190 году. Его отцом был правитель султаната Рума Гияседдин Кейхюсрев I, правивший дважды — в 1192—1196/97 и 1205—1211 годах. В 1196/97 году Кейхюсрев был свергнут своим братом, Сулейман-шахом II и отправился и изгнание. Сначала Кейхюсрев отправился из Коньи в свой уезд Улуборлу. Он так торопился, что даже не взял с собой своих сыновей Кейкавуса и Кейкубада, Сулейман-шах отправил их к отцу позже. Кейхюсрев встретился с ними на границе Киликийской Армении. После скитаний по Восточной Анатолии, в которых Кейкубад и Кейкавус сопровождали отца, Кейхюсрев обосновался в Византии. В 1204 году Сулейман-шах умер и на троне оказался его малодетний сын Кылыч-Арслан III. Часть сельджукских эмиров не была согласна с этим и они отправили к Кейхюсреву приглашение вернуться. 
Кейхюсрев отправился в Конью. Когда он прибыл в Никею, правитель новообразованной Никейской империи Феодор I Ласкарис не позволил ему двигаться дальше и заявил, что заключил договор с  Кылыч-Арсланом III и не может его нарушить. Но это был лишь предлог для торга с Кейхюсревом. В результате переговоров Кейхюсрев получил разрешение пройти в обмен на уступку городов и замков до Хонаса, Ладика (Денизли) и Коньи, отнятые сельджуками у Византии. Кейкавус и Кейкубад должны были остаться в Никее как заложники для обеспечения выполнения  Кейхюсревом условий сделки. Султан оставил хаджиба Зекерию вместе с сыновьями.
В январе 1205 года Кейхюсрев прибыл в свой уезд Боргулу. К этому времени хаджиб Зекерии смог организовать побег принцев. Он получил у Ласкариса разрешение путешествовать и охотиться в горах и подкупил охранников. Во время охоты они, якобы, погнавшись за дичью, приблизились к границе сельджукских земель и пересекли её. Получив сообщение от хаджиба о спасении сыновей, Кейхюсрев понял, что нет необходимости в будущем соблюдать соглашение с Ласкарисом и отдавать города.
Кейхюсрев назначил своего старшего сына Кейкавуса управлять Малатьей, а Кейкубада Токатом, но он не дал им полномочий правителей.

### Конфликт с братом
После смерти Кейхюсрева в битве при Алашехире в 1211 году  Кейкавус был провозглашён в Кайсери султаном. Кейкубад не подчинился брату и вместе с киликийским королём Левоном II и меликом Эрзурума Мугисуддином Тугрул-шахом осадил Кайсери. Не добившись успеха, он отступил в крепость Анкары. Запасы продовольствия  исчерпались и он сдался при условии, что ему и жителям Анкары не будет причинён вред. Кейкавус заключил Кейкубада в тюрьму (1212) и хотел убить брата, но  Медждудин Исхак, атабек нового султана, отговорил его. 
После смерти брата был освобождён эмирами и возведён ими на престол.

### Правление
В то время как монголы вели завоевания в Средней Азии, он предусмотрительно укрепил Конью, Кайсери и Сивас, окружив их новыми стенами и башнями.
В 1221 году султан захватил у армянского Киликийского королевства крепость Калонорос на средиземноморском побережье.
Протяжённость уже существовавших там оборонительных сооружений была увеличена, а порт перестроен. Важнейшей частью новых укреплений была башня Кызыл Куле, возведённая к 1224 году; она одновременно и защищала верфь, и служила опорой для новых стен. Уникальный военный док располагался в туннеле из пяти сводчатых галерей; там можно было тайно строить новые корабли или укрывать имеющиеся.
Калонорос был в честь Ала ад-Дина переименован в Алайе (современная Аланья) и сделан зимней столицей. Сивас стал в этот период одним из важнейших торговых центров Леванта; крупное сельскохозяйственное производство налажено в Анатолии, на большей части которой выращивали овощи на продажу; во многих местах, в особенности в Алайе, были устроены предприятия, изготовлявшие сахар.

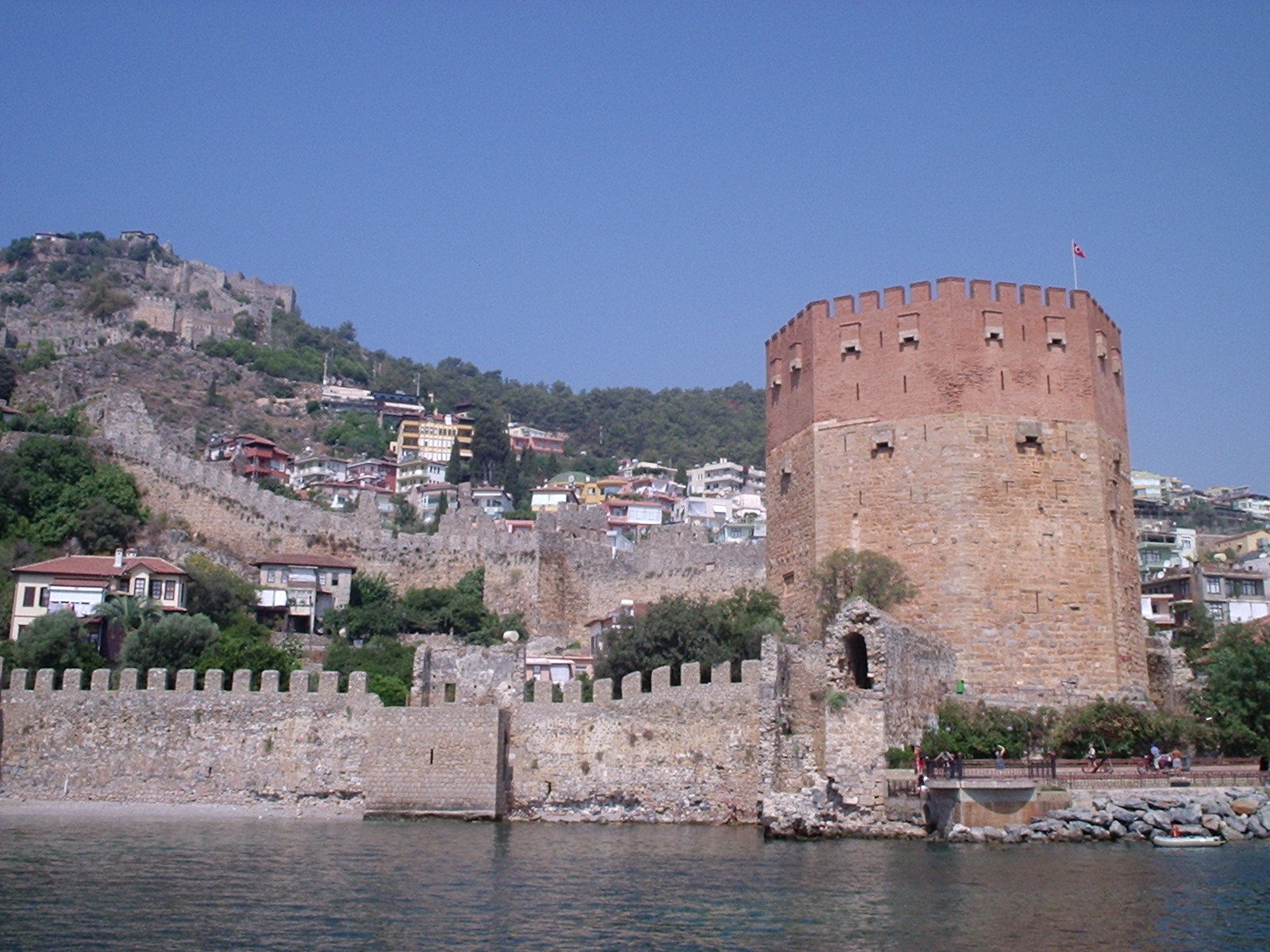
Кызыл Куле (Красная башня) в городе Аланье, построенная по приказу сельджукского султана Ала ад-Дина Кей-Кубада

В год вступления Кей-Кубада на престол был подтверждён торговый договор с Венецианской республикой, подписанный ещё Кейхюсревом I, а затем — Кей-Кавусом I. К прежним статьям договора, разрешавшим венецианцам свободное передвижение по стране и устанавливавшим двухпроцентную пошлину на их торговые операции, были добавлены новые условия. Освобождались от налога операции с хлебом, золотом, серебром и драгоценными камнями; венецианские корабли, захваченные каперскими судами султаната, должны были быть отпущены без всякого ущерба; то же касалось венецианских граждан, оказавшихся на кораблях третьих стран; венецианцам, однако, было отказано в праве экстерриториальности. В свою очередь купцы султаната могли пользоваться аналогичными правами на территориях, контролируемых Венецией. Исключение составляло неустановление фиксированного процента торговой пошлины.

Между 1220 и 1239 годами эмир Хусамеддин Чобан по приказу султана, совершил морской поход из Синопа в Крым. Предлогом для похода стала защита прав румских купцов, жаловавшихся на притеснения. Сельджуки разбили армию половцев.
С середины 1220-х годов начала серьёзно осложняться ситуация на восточных границах государства сельджуков. Весной 1226 года о своей независимости объявил вассал Алаэддина Кейкубада правитель Артукидского государства Месуд, владевший провинциями Диярбакыр и Мардин. Он прекратил упоминать имя сельджукского султана в пятничной молитве, объявил себя вассалом египетского султана ал-Камиля и начал эмиссию денег с его именем.
Тем не менее в том же году султан Рума разгромил войско Артукидов и их союзников Айюбидов в битве при Амиде, и Месуд был вынужден покориться Сельджукскому султанату. В последующие годы Ала ад-Дину Кей-Кубаду пришлось усмирять ещё одного своего вассала — эмира Эрзиджана и воевать с сыном шаха Хорезма Мухаммеда Джелалем ад-Дином Менкбурны, а также отражать первые вторжения в Анатолию со стороны монголов.
В начале 1237 года Алаэддин Кейкубад провёл мобилизацию своей армии и в мае того же года сосредоточил её в районе Кайсери, где в это время находился сам. В связи с предстоящей военной кампанией в Кайсери по приглашению султана прибыли послы из вассальных, союзных и соседних государств, а также от багдадского халифа и монгольского хана. В присутствии послов и высших сановников сельджукского государства состоялся военный парад. Затем султан объявил о назначении наследником престола своего младшего сына Кылыч Арслана, старший сын Кейхюсрев II ранее был назначен меликом Эрзинджана.
1 июня 1237 года был дан приём, на котором присутствовали все прибывшие в Кайсери высокие гости. Во время приёма Алаэддин Кейкубад почувствовал внезапное недомогание и через несколько часов скончался.
Летописец Ибн Биби ничего не говорит о причине смерти султана, кроме констатации того факта, что во время приёма чашнигир Насураддин Али неожиданно подал Алаэддину Кейкубаду жареную курицу, отведав которой, султан почувствовал себя плохо. Существует весьма правдоподобное предположение, что Алаэддин Кейкубад был отравлен сановниками во главе с эмиром Саад ад-Дином Кёпеком, заинтересованными в возведении на престол не младшего, а старшего сына султана. Тело Алаэддина Кейкубада ещё не было похоронено, когда сторонники Кейхюсрева II посадили его на трон.
"Был он личностью незаурядной, обладал большими познаниями в мусульманской теологии, а также истории и химии, увлекался шахматами и различными видами художественного ремесла, показал себя дальновидным политиком, опытным дипломатом и умелым военачальником". 